# CERH Champions League 2004-2005
La CERH Champions League 2004-2005 è stata la 40ª edizione della massima competizione europea di hockey su pista riservata alle squadre di club, la 9ª con tale denominazione. Il torneo ha avuto inizio il 4 dicembre 2004 e si è concluso il 15 maggio 2005.
Il titolo è stato conquistato dal Barcellona per la sedicesima volta nella sua storia.

## Squadre partecipanti
| Nazione    | Club            | Città               | Qualificazione                                                                              |
| ---------- | --------------- | ------------------- | ------------------------------------------------------------------------------------------- |
| Francia    | La Vendéenne    | La Roche-sur-Yon    | 1º in Nationale 1 2003-2004, campione di Francia                                            |
| Francia    | Quévert         | Quévert             | 2º in Nationale 1 2003-2004                                                                 |
| Francia    | SCRA Saint-Omer | Saint-Omer          | 3º in Nationale 1 2003-2004                                                                 |
| Italia     | Bassano 54      | Bassano del Grappa  | 2º in Serie A1 2003-2004, vince i play-off, campione d'Italia                               |
| Italia     | Prato Primavera | Prato               | 1º in Serie A1 2003-2004, finale dei play-off                                               |
| Italia     | Roller Salerno  | Salerno             | 3º in Serie A1 2003-2004, semifinale dei play-off                                           |
| Portogallo | Barcelos        | Barcelos            | 2º in 1ª Divisão 2003-2004                                                                  |
| Portogallo | Oliveirense     | Oliveira de Azeméis | 3º in 1ª Divisão 2003-2004                                                                  |
| Portogallo | Porto           | Porto               | 1º in 1ª Divisão 2003-2004, campione del Portogallo                                         |
| Spagna     | Barcellona      | Barcellona          | Campione d'Europa in carica e 1º in OK Liga 2003-2004, vince i play-off, campione di Spagna |
| Spagna     | Igualada        | Igualada            | 3º in OK Liga 2003-2004, finale dei play-off                                                |
| Spagna     | Liceo La Coruña | La Coruña           | 5º in OK Liga 2003-2004, semifinale dei play-off                                            |
| Spagna     | Reus Deportiu   | Reus                | 2º in OK Liga 2003-2004, semifinale dei play-off                                            |
| Svizzera   | Thunerstern     | Thun                | 2º in Lega Nazionale A 2003-2004                                                            |
| Svizzera   | Uttigen         | Uttigen             | 1º in Lega Nazionale A 2003-2004, campione di Svizzera                                      |

## Risultati

### Ottavi di finale
| Squadra 1       | Totale | Squadra 2       | Andata | Ritorno |
| --------------- | ------ | --------------- | ------ | ------- |
| Igualada        | 6 - 3  | Bassano 54      | 4 - 0  | 2 - 3   |
| La Vendéenne    | 2 - 14 | Reus Deportiu   | 0 - 6  | 2 - 8   |
| Oliveirense     | 8 - 4  | Prato Primavera | 5 - 3  | 3 - 1   |
| Porto           | 11 - 6 | Thunerstern     | 11 - 1 | 0 - 5   |
| Quévert         | 3 - 13 | Barcellona      | 1 - 5  | 2 - 8   |
| Roller Salerno  | 6 - 5  | Liceo La Coruña | 2 - 3  | 4 - 2   |
| SCRA Saint-Omer | 5 - 13 | Barcelos        | 2 - 7  | 3 - 6   |

### Fase a gironi

#### Girone A
| Squadra     | Pt | G | V | N | P | GF | GS | DG  |
| ----------- | -- | - | - | - | - | -- | -- | --- |
| Barcellona  | 10 | 6 | 5 | 0 | 1 | 42 | 13 | +29 |
| Oliveirense | 8  | 6 | 4 | 0 | 2 | 36 | 23 | +13 |
| Igualada    | 6  | 6 | 3 | 0 | 3 | 37 | 15 | +22 |
| Uttigen     | 0  | 6 | 0 | 0 | 6 | 8  | 72 | -64 |

| Prima giornata   |      |             |
| Barcellona       | 2–3  | Oliveirense |
| Uttigen          | 0–7  | Igualada    |
| Seconda giornata |      |             |
| Igualada         | 1–4  | Barcellona  |
| Oliveirense      | 22–2 | Uttigen     |
| Terza giornata   |      |             |
| Igualada         | 8–0  | Oliveirense |
| Uttigen          | 2–7  | Barcellona  |
| Quarta giornata  |      |             |
| Igualada         | 16–0 | Uttigen     |
| Oliveirense      | 3–6  | Barcellona  |
| Quinta giornata  |      |             |
| Barcellona       | 6–1  | Igualada    |
| Uttigen          | 1–3  | Oliveirense |
| Sesta giornata   |      |             |
| Barcellona       | 17–3 | Uttigen     |
| Oliveirense      | 5–4  | Igualada    |

#### Girone B
| Squadra        | Pt | G | V | N | P | GF | GS | DG  |
| -------------- | -- | - | - | - | - | -- | -- | --- |
| Porto          | 12 | 6 | 6 | 0 | 0 | 24 | 6  | +18 |
| Reus Deportiu  | 8  | 6 | 4 | 0 | 2 | 22 | 8  | +14 |
| Barcelos       | 4  | 6 | 2 | 0 | 4 | 12 | 18 | -6  |
| Roller Salerno | 0  | 6 | 0 | 0 | 6 | 7  | 33 | -26 |

| Prima giornata   |     |                |
| Porto            | 7–1 | Roller Salerno |
| Reus Deportiu    | 2–0 | Barcelos       |
| Seconda giornata |     |                |
| Barcelos         | 2–3 | Porto          |
| Roller Salerno   | 2–7 | Reus Deportiu  |
| Terza giornata   |     |                |
| Barcelos         | 3–2 | Roller Salerno |
| Reus Deportiu    | 2–3 | Porto          |
| Quarta giornata  |     |                |
| Barcelos         | 0–5 | Reus Deportiu  |
| Roller Salerno   | 0–4 | Porto          |
| Quinta giornata  |     |                |
| Porto            | 4–1 | Barcelos       |
| Reus Deportiu    | 6–0 | Roller Salerno |
| Sesta giornata   |     |                |
| Porto            | 3–0 | Reus Deportiu  |
| Roller Salerno   | 2–6 | Barcelos       |

### Final Four
La Final Four della manifestazione si è disputata a Reus dal 14 al 15 maggio 2005.

#### Tabellone
|  | Semifinali    | Semifinali    | Semifinali |       |            | Finale     | Finale | Finale |  |
|  |               |               |            |       |            |            |        |        |  |
|  | Barcellona    | Barcellona    | 5          |       |            |            |        |        |  |
|  | Barcellona    | Barcellona    | 5          |       |            |            |        |        |  |
|  | Reus Deportiu | Reus Deportiu | 4          |       |            |            |        |        |  |
|  | Reus Deportiu | Reus Deportiu | 4          |       | Barcellona | Barcellona | 3      |        |  |
|  |               |               |            |       | Barcellona | Barcellona | 3      |        |  |
|  |               |               | Porto      | Porto | 2          |            |        |        |  |
|  | Porto         | Porto         | Porto      | Porto | 2          | 4(1)       |        |        |  |
|  | Porto         | Porto         |            |       |            |            |        |        |  |
|  | Oliveirense   | Oliveirense   | 4(0)       |       |            |            |        |        |  |

#### Semifinali
| Reus 14 maggio 2005 | Barcellona | 5 – 4 (d.t.s.) | Reus Deportiu | Pavelló Olímpic |

| Reus 14 maggio 2005                    | Porto          | 4 – 4 (d.t.s.) | Oliveirense | Pavelló Olímpic |
| \| \| \| \| \| \| Shootout 1 – 0 \| \| |                |                |             |                 |
|                                        |                |                |             |                 |
|                                        | Shootout 1 – 0 |                |             |                 |

#### Finale
| Reus 15 maggio 2005 | Barcellona | 3 – 2 | Porto | Pavelló Olímpic |